# Średnica zastępcza
Średnica zastępcza – długość hipotetycznej średnicy elementu niekołowego (niekulistego) opisująca jego rozmiar.

## Średnica zastępcza przewodu

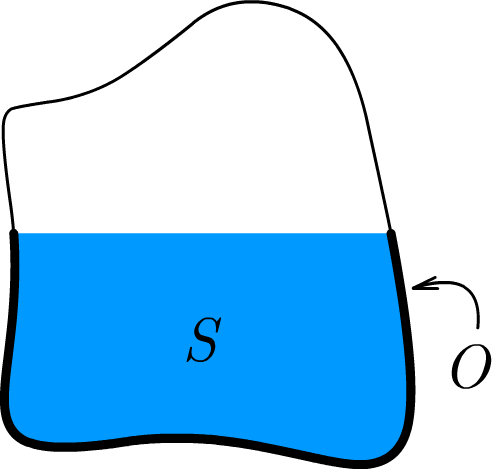

Średnica zastępcza przewodu niekołowego dana jest wzorem:
{\displaystyle d_{e}={\frac {4S}{O}},}
gdzie:
{\displaystyle S} – powierzchnia przekroju cieczy,
{\displaystyle O} – obwód przekroju omywanego przez ciecz.
Przykładowo dla całkowicie wypełnionego przewodu kwadratowego:
{\displaystyle d_{e}={\frac {4a^{2}}{4a}}=a.}

## Średnica zastępcza elementu wypełnienia
Zdefiniowana jest jako średnica kuli o jednakowej objętości jak ziarno.
{\displaystyle V_{z}=V_{k}\ \ \Rightarrow \ \ V_{z}={\frac {\pi d_{e}^{3}}{6}}\ \ \Rightarrow \ \ d_{e}={\sqrt[{3}]{\frac {6V_{z}}{\pi }}}.}
Stosunek pola powierzchni ziarna do pola powierzchni kuli o tej samej objętości nazywa się czynnikiem kształtu:
{\displaystyle \varphi ={\frac {S_{z}}{S_{k}}},}
a jego odwrotność to sferyczność:
{\displaystyle \Phi ={\frac {S_{k}}{S_{z}}}.}

## Średnica zastępczaziarna(cząstki)
Średnica cząstki kulistej o tej samej gęstości właściwej co cząstka gruntowa, opadającej w wodzie z taką samą prędkością jak rzeczywista cząstka gruntu (ang. equivalent grain diameter).